# DEZOLVE
DEZOLVE（ディゾルブ）は、日本のフュージョン、インストゥルメンタルバンドである。所属レーベルはキングレコード。

## 概要
2014年に友田ジュン、小栢伸五、山本真央樹により結成。翌2015年に北川翔也が加入。
2016年にベガ・ミュージックエンタテインメントよりファースト・アルバム『DEZOLVE』を発表。当時平均年齢 21.5歳という、新世代のフュージョンバンドとして一躍注目を浴びる。その後 2017年のセカンド・アルバム『SPHERE』を経て、2018年2月にサード・アルバム『PORTRAY』でキングレコードよりメジャー・デビュー。以降もコンスタントにアルバム・リリースをつづけ、全国規模でのライブ活動も精力的に展開。

## メンバー
北川翔也（ギター）
友田ジュン（キーボード）
兼子拓真（ベース）
山本真央樹（ドラム）

## 旧メンバー
小栢伸五（ベース）
1993年11月13日生まれ。鳥取県出身。 2014年に友田ジュン、山本真央樹と DEZOLVEを結成。2020年に脱退。

## ディスコグラフィ

### アルバム
| ＃ | タイトル  | 発売日        | レーベル                             | 規格品番    |
| -- | --------- | ------------- | ------------------------------------ | ----------- |
| 1  | DEZOLVE   | 2016年2月9日  | ベガ・ミュージックエンタテインメント | VGDBRZ-0063 |
| 2  | SPHERE    | 2017年2月25日 | ベガ・ミュージックエンタテインメント | VGDBRZ-0066 |
| 3  | PORTRAY   | 2018年2月7日  | キングレコード                       | KICJ-777    |
| 4  | AREA      | 2019年2月13日 | キングレコード                       | KICJ-817    |
| 5  | Frontiers | 2020年2月19日 | キングレコード                       | KICJ-828    |
| 6  | CoMOVE    | 2023年2月15日 | キングレコード                       | KICJ-862    |
| 7  | Asterism  | 2024年10月9日 | キングレコード                       | KICJ-874    |